# لودفيغ فيليب
لودفيغ فيليب (بالألمانية: Ludwig Philipp)‏ (20 ديسمبر 1889 - 4 يناير 1964) هو مدرب كرة قدم ولاعب كرة قدم ألماني في مركز الوسط. شارك مع منتخب ألمانيا لكرة القدم. أما مع النوادي، فقد لعب مع نادي نورنبرغ وفورماتيا فورمز ‏.

## وصلات خارجية
- لودفيغ فيليب على موقع قاعدة بيانات كرة القدم.إي يو (الإنجليزية)
- لودفيغ فيليب على موقع ناشيونال فوتبول تيمز (الإنجليزية)
- لودفيغ فيليب على موقع عالم كرة القدم.نت (الإنجليزية)